# الاكمة (العر)

تعديل مصدري - تعديل

الاكمة محلة تابعة لقرية العر، التابعة لعزلة بني الفخر بمديرية حزم العدين إحدى مديريات محافظة إب في الجمهورية اليمنية، بلغ تعداد سكانها 29 حسب تعداد اليمن لعام 2004.